# Dave Smith Instruments

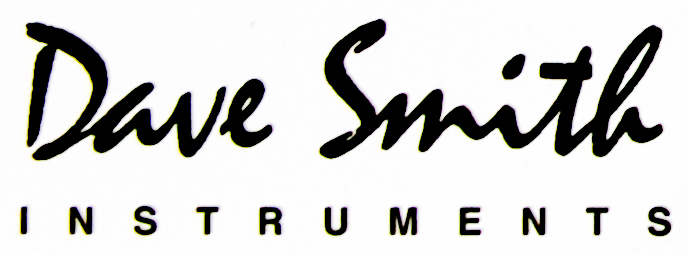
Dave Smith Instruments logo

Dave Smith Instruments es una compañía estadounidense basada en San Francisco, California,  la cual  manufactura instrumentos musicales electrónicos. La compañía fue fundada en el año 2002 por Dave Smith, ingeniero electrónico conocido por haber sido el fundador de Sequential Circuits y ser el pionero en disponibilizar el protocolo MIDI en los instrumentos que fabricaba.

## Historia
Dave Smith comenzó su nueva compañía en el año 2002 basándose principalmente en ideas, conceptos y tecnologías utilizadas en el pasado, de sus años como creador de Sequential Circuits. Aunque también incluyó varios diseños completamente nuevos. En efecto, el Prophet '08 y el Prophet-12 comparten bastante más que el nombre de uno de los más exitosos sintetizadores de Sequential Circuits (el Prophet-5); y la serie Evolver, que comparte la misma tecnología de síntesis vectorial lanzada en el año 1986 en el sintetizador Prophet VS de Sequential Circuits.
En el 2009, Smith anunció que estaría colaborando con Roger Linn (el inventor de la primera caja de ritmos en usar samples digitales) para diseñar una nueva caja de ritmos llamada Tempest la cual utilizaría síntesis analógica. La primera versión del resultado de este trabajo conjunto fue mostrado por primera vez en la Winter NAMM show de enero de 2012.

## Productos
- 2002 Evolver tabletop analog/digital synthesizer
- 2003 Evolver Keyboard analog/digital keyboard synthesizer
- 2004 Poly Evolver analog/digital synthesizer module
- 2005 PolyEvolver Keyboard analog/digital keyboard synthesizer
- 2007 Prophet '08 8-voice analog keyboard synthesizer
- 2009 Mopho monophonic tabletop analog synthesizer
- 2010 Tetra 4-voice tabletop analog synthesizer
- 2011 Tempest analog drum machine and synthesizer
- 2012 Mopho X4 4-voice analog keyboard synthesizer
- 2013 Prophet 12 12-voice keyboard synthesizer

## Premios
Prophet '08'
- Key Buy Award (Keyboard Magazine, noviembre de 2007)
- Musikmesse International Press (MIPA) Award, marzo de 2008
- Musiciplayers WIHO Award (2008)

Evolver y teclado Evolver
- Key Buy Award (Keyboard Magazine, marzo de 2003)
- Key Buy Award (Keyboard Magazine, agosto de 2006)
- Musicplayers WIHO Award (2006)

Poly Evolver Keyboard
- Future Music 2006 Ace Award
- TEC Award nominación (Mix Magazine, 2006) Excelencia Técnica & Creatividad en la categoría de Logros Técnicos Sobresalientes, Tecnología de Instrumentos Musicales
- "Synthesizer Of The Year Award" (Electronic Musician Magazine, 2006)
- "Most psychedelic electronic instrument 2005" (Psychedelickitchen.org, 2005)